# Булвани
Булвани (груз. ბულვანი) — село в Грузии, на территории Абашского муниципалитета края (мхаре) Самегрело-Верхняя Сванетия.

## География
Село находится в западной части Грузии, на левом берегу реки Ногелы (правый приток Риони), у восточной окраины города Абаша, при автодороге E 97, административного центра муниципалитета. Абсолютная высота — 25 метров над уровнем моря.

## Население
По результатам официальной переписи населения 2014 года в Булвани проживало 337 человек (164 мужчины и 173 женщины). В национальном составе грузины составляли 100 %.
| Год  | Население, человек |
| ---- | ------------------ |
| 2002 | 228                |
| 2014 | ↗ 337              |